# Урокортин
UCN (англ. Urocortin) – білок, який кодується однойменним геном, розташованим у людей на короткому плечі 2-ї хромосоми.  Довжина поліпептидного ланцюга білка становить 124 амінокислот, а молекулярна маса — 13 458.
| 10         |  | 20         |  | 30         |  | 40         |  | 50         |
| ---------- |  | ---------- |  | ---------- |  | ---------- |  | ---------- |
| MRQAGRAALL |  | AALLLLVQLC |  | PGSSQRSPEA |  | AGVQDPSLRW |  | SPGARNQGGG |
| ARALLLLLAE |  | RFPRRAGPGR |  | LGLGTAGERP |  | RRDNPSLSID |  | LTFHLLRTLL |
| ELARTQSQRE |  | RAEQNRIIFD |  | SVGK       |  |            |  |            |

A: Аланін

C: Цистеїн

D: Аспарагінова кислота

E: Глутамінова кислота

F: Фенілаланін

G: Гліцин

H: Гістидин

I: Ізолейцин

K: Лізин

L: Лейцин

M: Метіонін

N: Аспарагін

P: Пролін

Q: Глутамін

R: Аргінін

S: Серин

T: Треонін

V: Валін

Кодований геном білок за функцією належить до гормонів. 
Секретований назовні.